# Charles d'Arenberg
Charles de Ligne, né le 22 février 1550 à Vollenhove et mort le 18 janvier 1616 à Enghien, 2e comte puis 1er prince d'Arenberg et du Saint-Empire, baron de Zewenberghes, 5e duc d'Aerschot et prince de Chimay par son mariage, est un militaire et diplomate, au service de la Couronne d'Espagne, des XVIe et XVIIe siècles.

## Biographie
Fils aîné du stathouder Jean de Ligne et de Marguerite de La Marck, Charles naquit, le 22 février 1550, à Vollenhoven en Frise ; il eut pour parrain l’empereur Charles Quint.
Conformément à l'engagement pris par son père lors de son traité de mariage avec la comtesse d'Arenberg, il quitta le nom de Ligne pour prendre celui d'Aremberg et sera à l'origine de la troisième maison d'Arenberg encore représentée aujourd'hui.

### Ambassades en France (1569, 1572)
Il avait dix-neuf ans à peine (octobre 1569), lorsque le duc d'Albe l’envoya en ambassade vers Charles IX et Catherine de Médicis, pour les féliciter sur la victoire de Montcontour.
Le 4 juillet 1570, Philippe II, voulant reconnaître et récompenser en lui les services de son père, lui donna la compagnie de cinquante hommes d'armes et cent archers de ses ordonnances que Jean de Ligne avait commandée ; il lui aurait en outre conféré le gouvernement de la province d'Utrecht, si le duc d'Albe n'eut objecté qu’une charge de cette importance exigeait plus d’âge et d’expérience que le comte n’en avait.
Charles d’Arenberg passa cette année-là en Espagne sur la flotte qui y conduisit la reine Anne d'Autriche, quatrième épouse de Philippe II. Pendant le séjour qu’il fit à Madrid, il fut de nouveau question, pour lui, d’un gouvernement de province ; on parlait aussi du poste de capitaine des archers de la garde royale, qui était vacant depuis la mort du comte de Hornes : le roi, qui semblait disposé à le nommer à l’un ou à l’autre de ces emplois, remit sa décision à un autre temps, mais il lui fit ressentir les effets de sa libéralité, et il le chargea d’aller complimenter Charles IX à l’occasion de la naissance de Marie-Élisabeth (1572-1578), la fille qu’Élisabeth d'Autriche (1554-1592) venait de lui donner (27 octobre 1572).
Hopperus, qui nous fournit ces détails, nous dépeint ainsi Charles d’Arenberg à cette époque de sa vie: 

« Il a un caractère très-facile et est plein de candeur ; mais, comme le gouverneur qu’il a eu n’était pas assez sévère, il parle un peu trop librement. Il est, du reste, averti de ce défaut, et j’espère qu’il s’en gardera à l’avenir. »

 L’ambassadeur de France à Madrid, le seigneur de Saint-Goard, écrivait, de son côté, à Catherine de Médicis : 

« Le comte d’Aremberghe a envie de se porter en sa charge au contantement de V. M..... Il est jeune et peu advisé aux affaires: mais, s’il est ung peu manié, je panse qu’il dira ce qu’il sçaura. ...... »

### Gouvernement de Don Luis de Requesens (1573-1576)

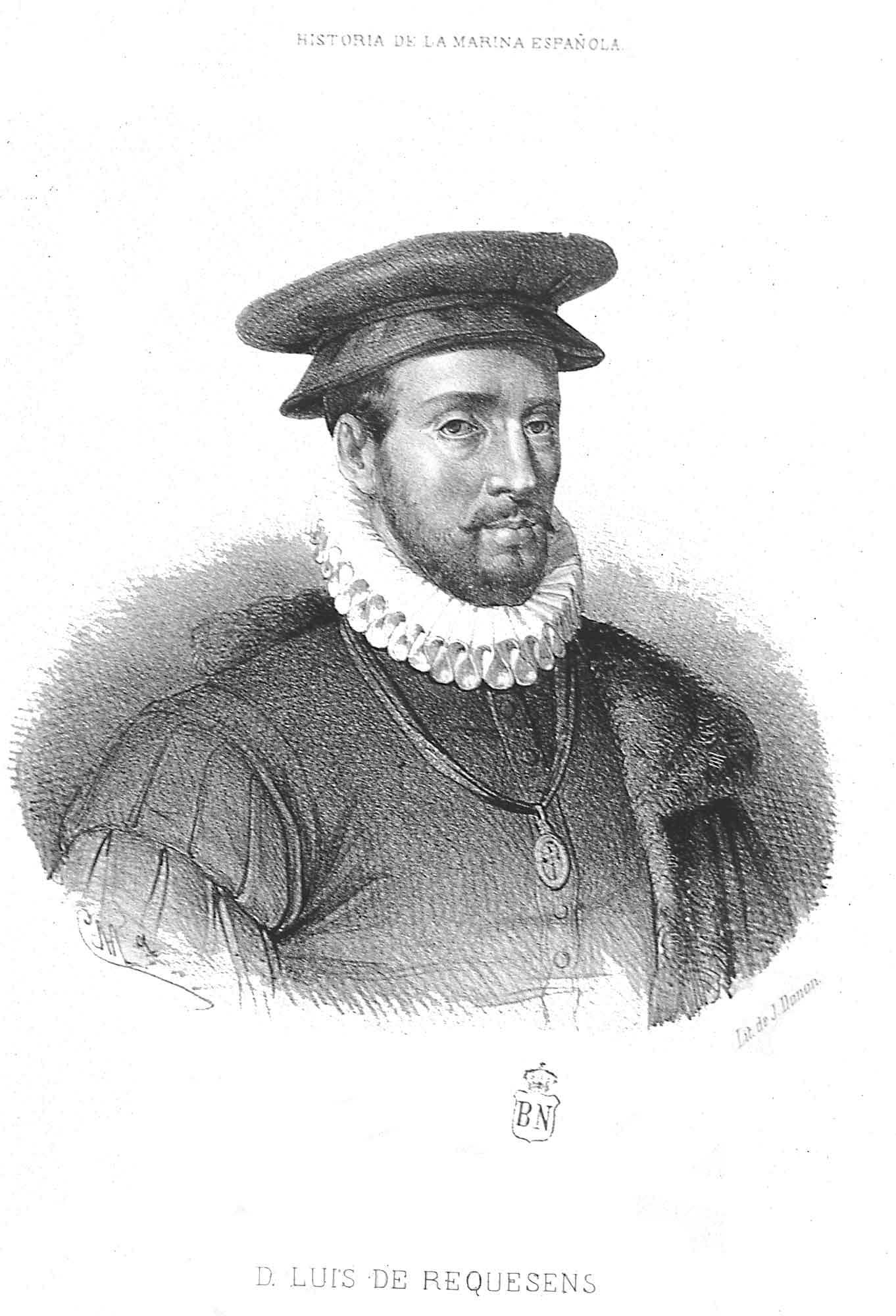
Portrait du gouverneur Luis de Zúñiga y Requesens, gravé en 1854 par Carlos Múgica y Pérez pour l’Historia de la Marina Real Española (Biblioteca Nacional de España).

Après avoir quitté la cour de France, Charles d’Arenberg revint aux Pays-Bas, où Don Luis de Requesens, grand commandeur de Castille, ne tarda pas à arriver pour remplacer le duc d’Albe. Ce seigneur lui confia la mission de notifier sa prise de possession du gouvernement à l’empereur Maximilien II, à l’Impératrice, aux princes de la maison impériale, aux ducs de Bavière (Albert V le Magnifique), de Lorraine (Charles III), de Wurtemberg (Louis VI), aux archevêques de Cologne (Salentin IX d'Isembourg-Grenzau (1532 † 19 mars 1610), son futur beau-frère, qui abdique l'archevêché électoral de Cologne pour se marier), de Trèves (Jean VII de Schönenberg) et de Mayence (Daniel Brendel von Homburg) (décembre 1573).
Du vivant de Jean de Ligne, des pourparlers avaient eu lieu pour le mariage de son fils avec la fille de Nicolas, comte de Vaudemont de la maison de Lorraine, et la duchesse de Parme avait sollicité le roi, à cette occasion, d’ériger en principauté la baronnie de Zevenberghe, dont le baron de Barbençon avait hérité en 1557, par le décès de sa mère (Marie van Glymes (1490-1566)), ou de le gratifier d’une principauté dans le royaume de Naples. Ce projet d’alliance ayant été abandonné, la demande faite au roi n’eut pas de suite.
En 1576, l’empereur Maximilien II, par un diplôme du 5 mars, érigea en principauté de l'Empire le comté d'Arenberg, avec tous les honneurs, toutes les prérogatives attachés à cette dignité. Le 11 octobre de la même année, à la diète de Ratisbonne, le collège des princes décida que les princes-comtes d'Arenberg auraient dans son sein séance et suffrage immédiatement après les princes de la maison de Vaudemont, branche de celle de Lorraine.

### Gouvernement de Don Juan d'Autriche (1576-1578)

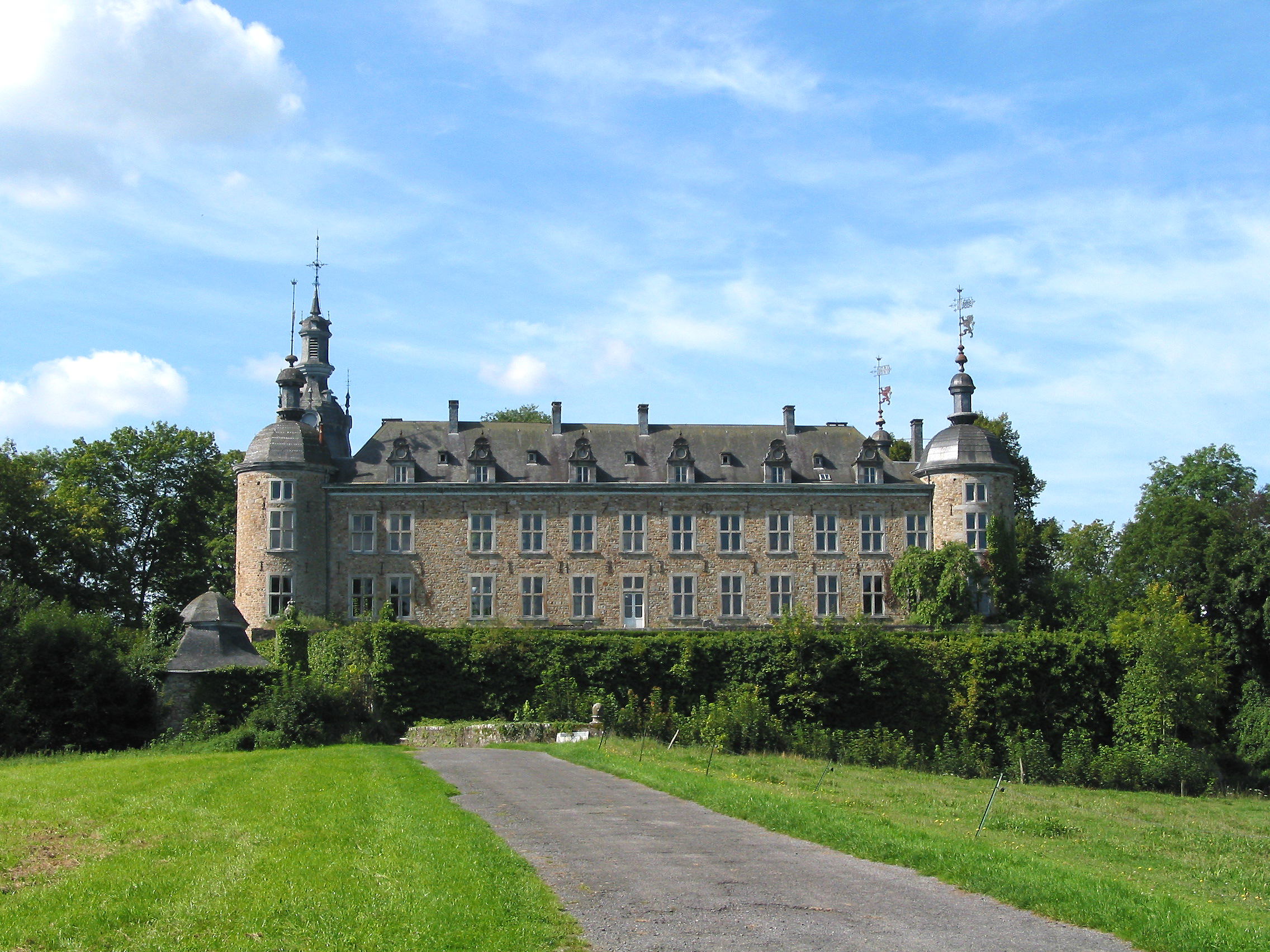
Le château de Mirwart

Pendant les troubles dont les Pays-Bas devinrent le théâtre après la mort de Requesens, Charles d’Arenberg tâcha de se tenir à l’écart ; il se retira à Mirwart, appartenant à sa mère, dans le duché de Luxembourg. Cependant, lorsque Don Juan d'Autriche vint aux Pays-Bas (6 décembre 1576), il put d’autant moins se dispenser de lui rendre visite, que la ville de Luxembourg, où le frère du roi était entré, est à une petite distance de Mirwart. Don Juan lui fit un accueil distingué, et, sur sa proposition, Charles d’Arenberg consentit à aller de nouveau en ambassade vers l’Empereur et les princes de l’Empire. Marguerite de La Marck en fut à peine informée qu’elle essaya d’empêcher les effets de l’engagement pris par son fils : le conseil d'État avait requis celui-ci, par plusieurs lettres, de se transporter à Bruxelles ; la même réquisition lui avait été adressée, à titre de ses devoirs féodaux, par la chancellerie de Brabant. Marguerite de la Marck pria don Juan de considérer s’il n’était pas convenable qu’avant de faire le voyage d’Allemagne, il se montrât à Bruxelles, « afin qu’on ne conçût point quelque sinistre opinion et arrière-pensée contre lui ». Cette excuse fut peu goûtée de don Juan, qui insista, auprès de Charles d’Arenberg, en des termes tels qu’il ne put se soustraire à l’accomplissement de sa promesse.

De retour de sa mission en Allemagne, d’Arenberg trouva don Juan établi à Bruxelles, et reconnu pour gouverneur des Pays-Bas par les États généraux. La bonne intelligence qui s’était établie entre les représentants de la nation et le lieutenant de Philippe II ne devait pas toutefois être de longue durée : impatient des bornes dans lesquelles son autorité était circonscrite, don Juan s’empara, par surprise, du château de Namur (24 juillet 1577), et par là fut rallumé le flambeau à peine éteint de la guerre civile. Charles d’Arenberg avait, ainsi que le duc d'Aerschot, le prince de Chimay, les comtes du Rœulx et de Fauquembergue et d’autres gentilshommes de distinction, accompagné don Juan à Namur ; après cet éclat, il partit pour Mirwart, d’où il se rendit dans sa principauté.

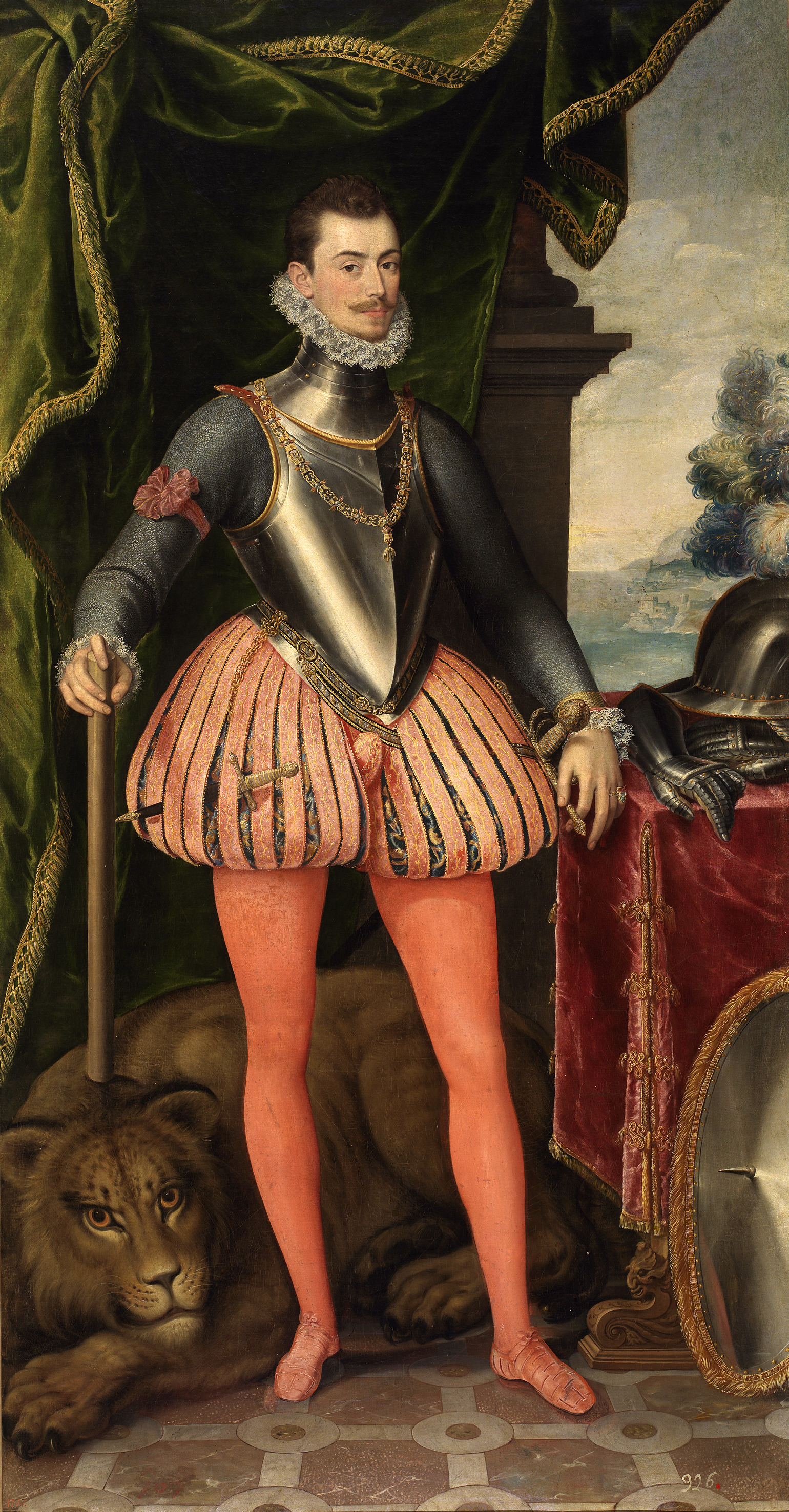
Don Juan d'Autriche (1545-1578).

Sa position devenait de plus en plus difficile : à Bruxelles on parlait de confisquer ses biens et ceux de sa mère, s’il ne se rangeait point du parti des états (il sera victime du séquestre hollandais, notamment en 1572). Dans ces circonstances, il montra sa fidélité aux sentiments que lui avait transmis son père : « En advienne ce qui vouldrat, — écrivit-il à don Juan — Vostre Altèze se peult bien asseurer que je ne manqueray jamais à la promesse que luy ay faicte, ny que m’emplieray jamais en chose qui soye contre mon Dieu et mon roi : plustost mourir. » À quelque temps de là, les États généraux le sommèrent de venir prendre, dans un court délai, le commandement de sa compagnie d’hommes d’armes ; il demanda à don Juan d’Autriche quelle réponse il devait leur faire : « En vous déclarant— lui écrivit don Juan — (comme je ne faiz doubte ferez) comme gentilhomme qui jusques à présent avez si bien fait, en suivant les vestiges de vostre feu père, vous monstrant pour le service de Dieu et de vostre prince naturel et nous venant trouver, vous ne leur saurez donner meilleure response. » Marguerite de La Marck sut toutefois, sous différents prétextes, retenir son fils auprès d’elle, mais en protestant que tous deux « ils mourraient plutôt que de faire chose qui fût contre Dieu, le service du roi, leur honneur et leur réputation. »

### Gouvernement d'Alexandre Farnèse(1578-1592)

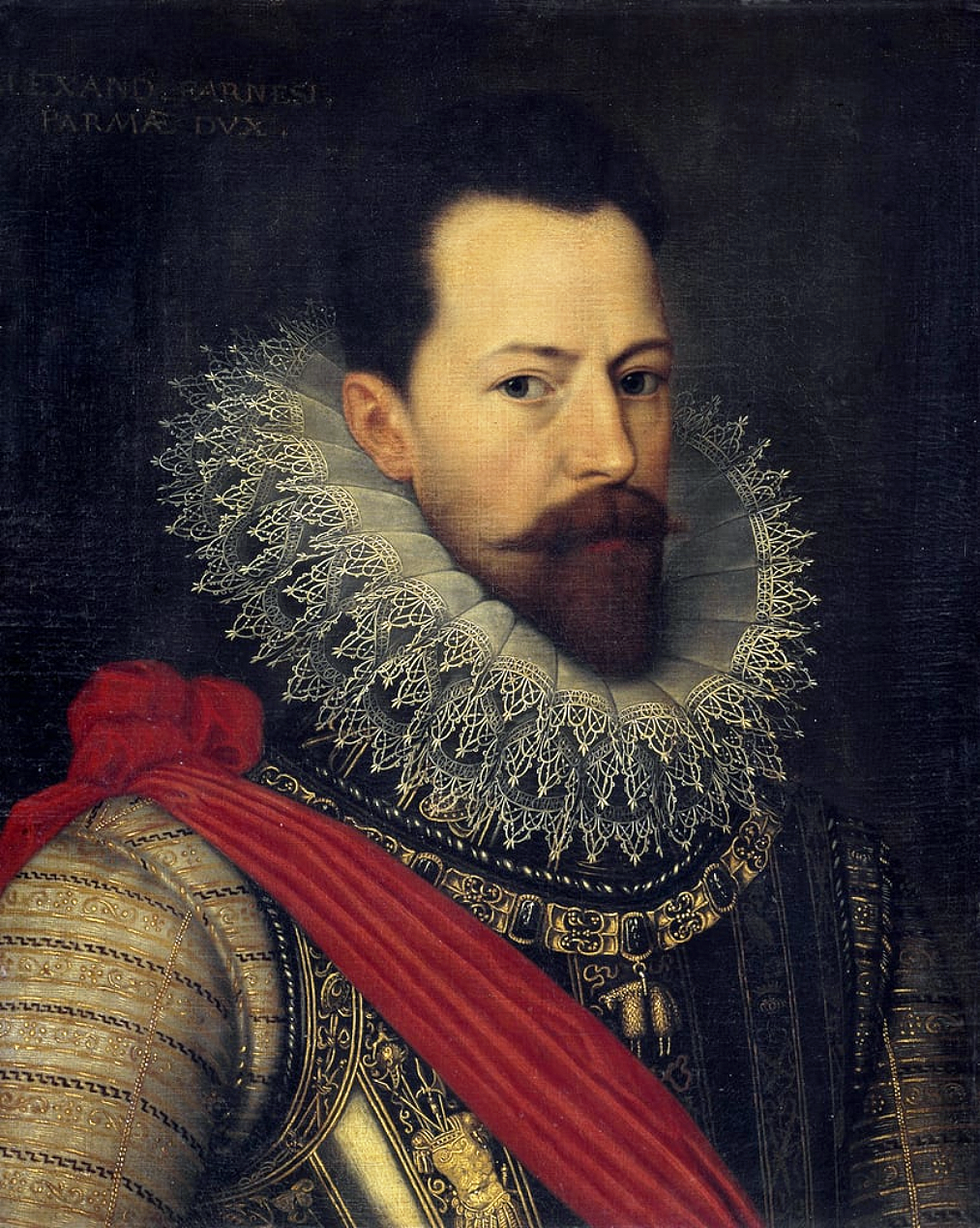
Alexandre Farnèse
Portrait d'Otto van Veen (c. 1585)

Le successeur de don Juan d’Autriche dans le gouvernement des Pays-Bas, Alexandre Farnèse (1545-1592), ne vit pas de bon œil la conduite réservée de la comtesse d’Arenberg et de son fils. Aussi la mort du comte de Rennenbourg (22 juillet 1581) ayant rendu vacant le gouvernement de Frise et de Groningue, il résista aux sollicitations que lui fit la maison de Lalaing, alors très-influente, pour qu’il en revêtît Charles d’Arenberg ; il consentit seulement, sur le désir que celui-ci lui exprima de s’employer au service du roi, à lui confier le commandement de mille reîtres, à la tête desquels il prit part au siège d'Audenarde. Après la reddition de cette ville (2 juillet 1582), le duc de Parme envoya d’Arenberg à la diète d'Augsbourg, pour y représenter le cercle de Bourgogne.
La diète finie, il lui donna une autre mission. Gerhard Truchsess de Waldbourg, archevêque de Cologne, qui avait embrassé la confession d'Augsbourg et s’était marié, prétendait non seulement conserver son électorat, mais encore y introduire le protestantisme : le chapitre et le magistrat s’opposèrent à ses desseins ; alors il recourut à la voie des armes. Farnèse chargea d’Arenberg de se rendre à Cologne et d’offrir aux membres du magistrat, ainsi qu’aux chanoines, l’appui du roi d'Espagne ; il le fit suivre d’un corps d’infanterie et de cavalerie qu’il plaça sous ses ordres, et qui concourut aux opérations militaires dont le résultat fut de contraindre Truchsess à se réfugier en Hollande. Dans le cours de ces événements, le comte de Hohenlohe, qui commandait une division de l’armée des Provinces-Unies, essaya de reprendre Zutphen, dont le colonel espagnol Verdugo s’était emparé depuis peu. D’Arenberg se porta au secours de la place assiégée ; il força Hohenlohe à abandonner son entreprise. Au mois de juillet 1584, son régiment se mutina, chassa ses officiers et se fortifia près de Kerpen. Cette mutinerie lui causa beaucoup d’embarras et d’ennui. Il revint alors auprès du prince de Parme et assista au siège d'Anvers (1585). Lorsqu’au mois de septembre 1585, cette grande ville eut capitulé, ce fut lui que Farnèse chargea d’occuper le faubourg de Borgerhout avec six compagnies allemandes qu’il avait tout récemment levées.
Philippe II, le 9 octobre 1584, avait fait le prince-comte d’Arenberg chevalier de la Toison d'or; il reçut le collier des mains du prince de Parme, au palais de Bruxelles, le 27 avril 1586. Dans le même temps (8 mai 1586), le roi lui conféra la charge de l’un des chefs des finances (trésorier).
On a vu qu’il avait été question, du vivant de son père, de le marier avec la fille du comte de Vaudemont. Dix années plus tard, le roi avait songé, pour lui, à mademoiselle de Mérode, héritière de la famille de Berghes (marquis de Bergen-op-Zoom, branche cadette de la Maison de Glymes) ; en faveur de cette union, il aurait ordonné la mainlevée des biens considérables laissés par Jean IV de Glymes, marquis de Berghes, mort à Madrid en 1567, et qui avaient été frappés de confiscation. Il s’était agi encore, en 1578, d’un mariage entre lui et l’une des filles du duc de Clèves.
Enfin, en 1587, il épousa Anne-Isabelle, fille aînée de Philippe III de Croÿ (1526-1595), duc d'Aerschot, et de Jeanne-Henriette, dame de Halewin et de Commines[Lequel ?]. Marguerite de La Marck crut devoir demander le consentement préalable du roi à cette alliance. Philippe II lui répondit: « Trouvant ladite alliance tant à propos et convenable aux parties, je ne puis sinon la advouer, et avoir agréable que y soit ultérieurement procédé, parmy la bonne opinion que j’ay ce ne sera que à l’accroissement des deux maisons, et que vostre fils, suivant les traces de feu son père, me donnera de plus en plus occasion de me ressouvenir de ses services, y accumulant les siens, comme il fait, pour par moy estre continué la démonstration que ay commencé à faire en son endroit, au moyen d’une charge tant principale comme celle en quoy l’ay retenu. » C'est par ce mariage que le duché d'Aarschot et la grandesse d'Espagne de 1re classe entrèrent dans la maison d'Arenberg.
Le prince de Parme ayant résolu d’assiéger L'Écluse (Pays-Bas), Charles d’Arenberg fut un de ceux qu’il choisit pour le seconder dans cette entreprise. Il occupait le fort de Blankenberge avec trois cents chevaux et quelque infanterie, lorsque, le 2 août 1587, Robert Dudley, comte de Leicester, se présenta devant ce fort à la tête de sept mille fantassins, six cents chevaux et trois pièces d’artillerie. Il fit si bonne contenance que le général anglais l’attaqua avec hésitation ; et, comme Farnèse accourait à son secours, Leycester se retira la nuit même, avec une perte d’une cinquantaine d’hommes. Le 4 août, l'Écluse ayant capitulé, le prince de Parme donna à d’Arenberg le commandement de la place et des gens de guerre qu’il y laissait.

L’année 1587 avait été fixée d’abord par Philippe II pour l’expédition contre l’Angleterre qu’il méditait depuis si longtemps : il chargea de remplacer Farnèse, dans le gouvernement des Pays-Bas, pendant qu’il dirigerait cette expédition, le comte Peter Ernst I von Mansfeld, gouverneur et capitaine général du duché de Luxembourg ; et dans le cas où celui-ci viendrait à manquer, il désira savoir qui pourrait être nommé à sa place. Farnèse lui désigna Charles d’Arenberg : 

« C’est — lui écrivit-il — un gentilhomme d’honneur et qui paraît animé de bons sentiments. Il s’entend aux affaires, il a une manière de procéder qui plaît généralement; aussi le choix de sa personne contentera-t-il tout le monde. »

 Le rassemblement de l'Invincible Armada ayant souffert des retards, l’expédition projetée fut remise.
Farnèse, en vue d’amuser les Anglais, envoya à Bruges, au mois de février 1588, Charles d’Arenberg, Jean Richardot, président du Conseil privé, et Frédéric Perrenot, seigneur de Champagney, pour conférer avec les commissaires de Élisabeth Ire, reine d'Angleterre, sur les moyens de rétablir la paix entre les deux couronnes. On sait quel fut le triste sort de l’Invincible Armada.
En 1590, d’Arenberg accompagna le duc de Parme, lorsqu’il entra en France pour délivrer Paris, qu’assiégeait Henri IV. Sa conduite dans le cours de cette campagne lui valut une lettre de remerciements du roi (1er mars 1591).

### Gouvernement d'Albert d'Autriche(1595-1616)
L’archiduc Albert d'Autriche, à son arrivée aux Pays-Bas en tant que gouverneur, fit Charles d’Arenberg gentilhomme de sa chambre. Devenu souverain de ces provinces, il le nomma successivement conseiller d'État[Lequel ?] (15 octobre 1599), amiral et lieutenant-général de la mer (25 octobre 1599), et grand fauconnier (29 mai 1600).
Après la conclusion de la paix de Vervins (2 mai 1598), il l’avait envoyé à Paris, avec son beau-frère Charles II de Croÿ, duc d'Aerschot, don Francisco de Mendoza y Cordova, « almirante d'Aragon », le président Richardot, don Luis de Velasco y Castilla et l’« audiencier » Louis Verreycken, pour recevoir le serment que devait prêter le roi de France en exécution de ce traité.
Henri IV, dégagé des liens qui l’unissaient à Marguerite de Valois, venait de contracter un nouveau mariage avec Marie de Médicis : Charles d’Arenberg reçut de l’archiduc la mission d’aller le féliciter sur cette alliance ; il fut parfaitement accueilli du monarque français, qu’il trouva à Grenoble (septembre 1600). Pendant ce temps, les États généraux des Provinces-Unies ordonnaient de saisir, pour les vendre au profit de la « République des Sept Pays-Bas-Unis », tous les biens qu’il possédait dans ces provinces, et permettaient même de le tuer : par cette mesure, aussi atroce qu’inique, prise contre l’amiral des Pays-Bas catholiques, les états voulaient venger des pêcheurs hollandais que des équipages flamands avaient jetés à la mer, liés dos à dos, comme si cet acte de cruauté avait été commandé par lui, ou s’il avait été seulement en son pouvoir de le prévenir.
Charles d’Arenberg prit part aux opérations militaires auxquelles donna lieu le siège d'Ostende (1601-1604).
Au mois de mai 1603, l’archiduc Albert le députa vers Jacques VI, roi d'Écosse, qui venait de succéder à Élisabeth Ire sur le trône d'Angleterre. L’objet apparent de cette ambassade était de complimenter sur son couronnement le nouveau roi ; mais le but réel en était de préparer les voies au rétablissement de la paix entre l’Angleterre, d’une part, les Pays-Bas et l’Espagne, de l’autre. D’Arenberg séjourna pendant cinq mois (juin-octobre) à la cour de Londres. Les historiens anglais, et de Thou avec eux, l’accusent d’avoir eu connaissance de la conspiration de Cobham et Raleigh contre Jacques VI ; il aurait même, si l’on en croit leurs récits, encouragé les conspirateurs, et cela dans l’espoir de voir passer la couronne d’Angleterre sur la tête d’Arbella Stuart.

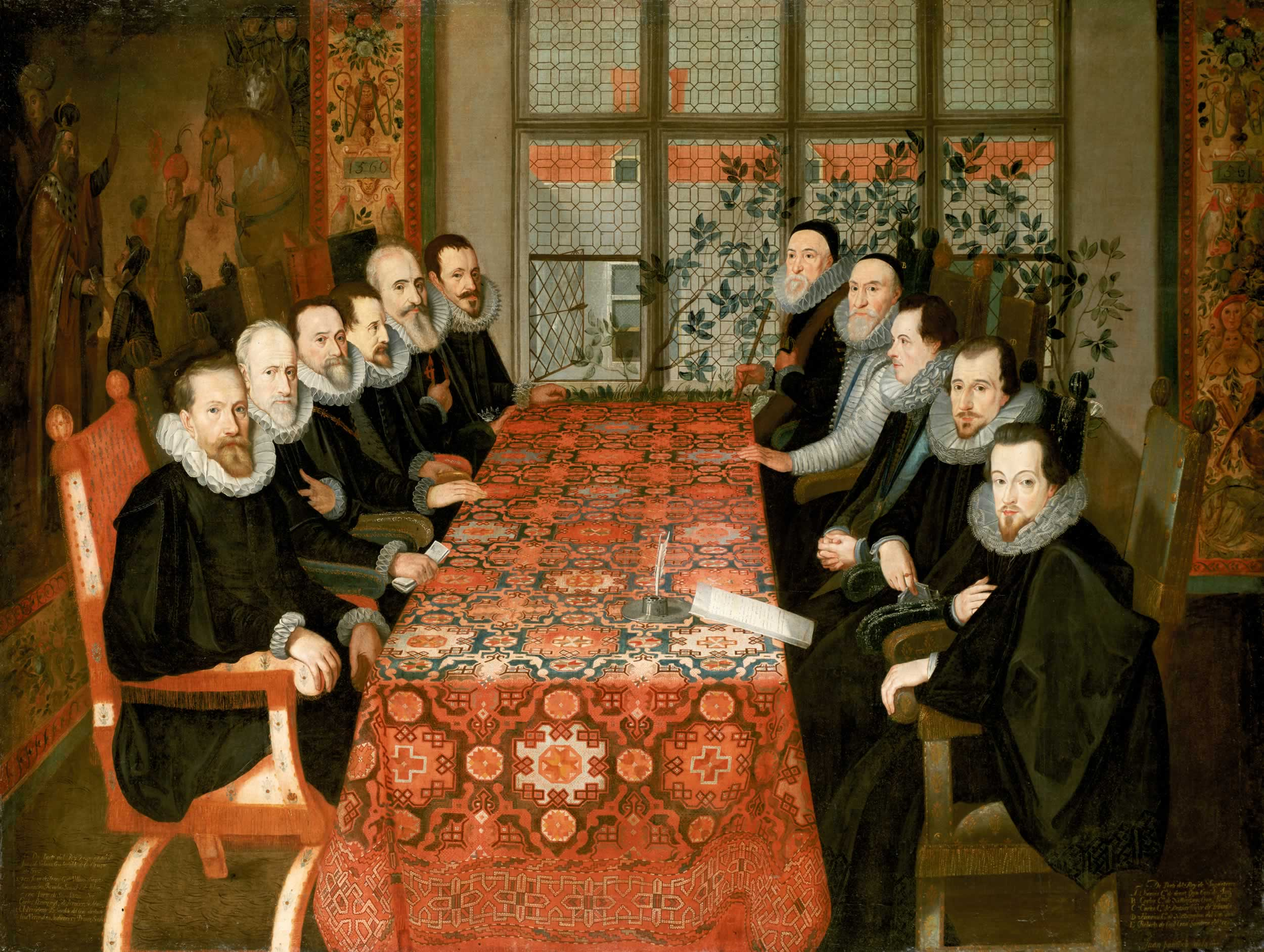
Les pourparlers de Somerset House avec les représentants anglais (19 août 1604) : Charles de Ligne est à gauche au troisième rang.

Ses dépêches n’existant pas aux archives de Bruxelles, nous ne sommes point en mesure de vérifier ces assertions ; mais ce qui leur donne un démenti, c’est que d’Arenberg fut l’un des ambassadeurs qui allèrent définitivement négocier la paix avec l’Angleterre : les archiducs l’auraient-ils choisi, s’il s’était, l’année précédente, attiré par sa conduite l’animadversion du roi ? On sait que cette négociation fut couronnée d’un plein succès (28 août 1604).
En 1614, les archiducs nommèrent Charles d’Arenberg premier commissaire au renouvellement des lois de Flandre.

Il mourut le 18 janvier 1616, laissant d’Anne de Croy six fils et six filles. Il avait acquis, en 1606, de Henri IV, la seigneurie d’Enghien, ancien patrimoine de la maison de Bourbon-Vendôme. Il fut enterré en cette ville, au couvent des Capucins dont il était le fondateur. Son épitaphe au couvent des capucins d'Enghien était la suivante : 

« ICY GIST HAUT ET PUISSANT MESSIRE CHARLES DARENBERGHE,PRINCE, CONTE DARENBERGHE, 4 DUC DIARSCHOT ET FONDATEUR DUDIT COUVENT, LEQUEL MOURUT AU CHASTEAU D'ENGHIEN LE 18 DE JANVIER 1616, PRIE POUR SON AME. »

## Titres
- Baron de Zewenberghes et de Naeltwyck ;
- Seigneur de Zuid-Polsbroek ;
- 2e comte d'Arenberg ;
- 1er prince d'Arenberg et du Saint-Empire (5 mars 1576) ;
- 5e duc d'Aerschot et prince de Chimay par son mariage.
- Seigneur d'Enghien ; de Noordeloos, Heemskerck, Polsbroek, Vlaardingen, Wateringen, Capelle-sur-l'Issel, Honselersdijk, Terschelling, Mirwart, Vorselaar, Lichtaert, Kastel et Réthy[11].
- Il vendit :
  - Heemskerck à Daniel de Hertaing ;
  - Noordeloos à Walraven[12], seigneur de Brederode ;
  - Naeltwyck à Frédéric-Henri, comte de Nassau ;
  - Capelle-sur-l'Issel à Jean van der Veken ;
  - Vlaardingen au sieur van Ruytenburg ;
  - Terschelling aux États de Hollande.

### Fonctions héréditaires
- Maréchal héréditaire de Hollande ;
- Grand d'Espagne (fonction attachée au titre de duc d'Aerschot).

## Fonctions
- capitaine de cinquante hommes d'armes,
- Colonel d'un régiment d'infanterie allemande,
- Amiral et capitaine général de la Mer,
- Conseiller d'État[Lequel ?] d'Epée et Chef des Finances aux Pays-Bas,
- Ambassadeur de l'archiduc Albert en Angleterre en 1603.

## Décorations
- Chevalier de la Toison d'or (1586, brevet no 268)

## Armoiries
| Figure | Blasonnement                                                                         |
|        | Écartelé d'Arenberg et de La Marck ; sur-le-tout, écartelé de Ligne et de Barbençon. |

## Vie familiale
Il épouse Anne-Isabelle de Croÿ le 4 janvier 1587 à Beaumont (Hainaut), duchesse d'Aerschot, princesse héritière de Chimay, dont il a les enfants suivants :

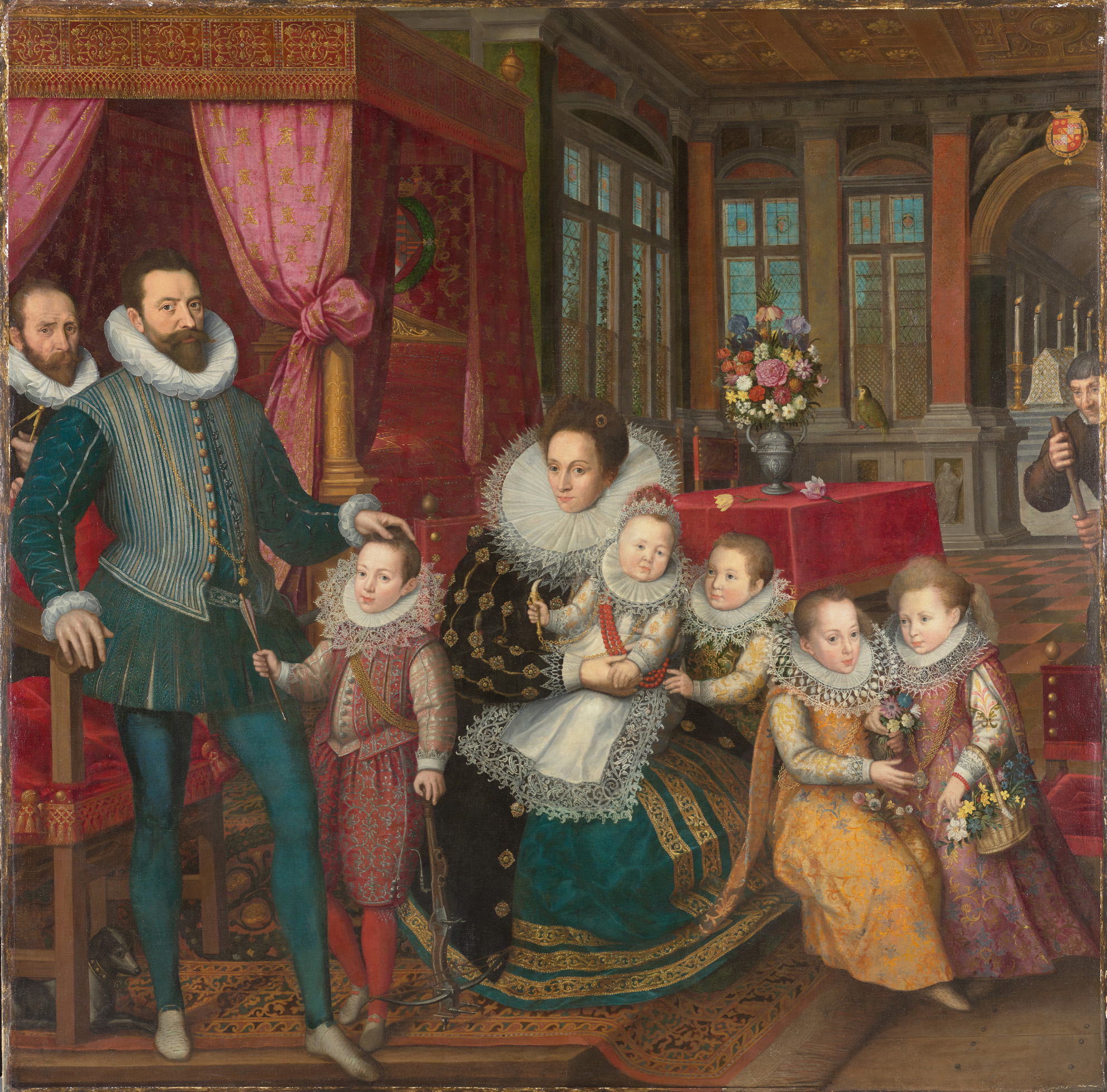
Charles d'Arenberg, Anne-Isabelle de Croÿ et leur famille.

1. Philippe-Charles[14] (28 octobre 1587 - Barbençon † 25 septembre 1640 - Madrid), prince d'Arenberg et du Saint-Empire, 6e duc d'Aerschot, grand d'Espagne, sénéchal et chambellan héréditaire de Brabant, chevalier de la Toison d'or, colonel d'un régiment wallon, gouverneur et capitaine général de la province de Namur, marié :
1o le 21 septembre 1610 avec Hippolyte Anne de Melun († 16 février 1615), baronne de Caumont, fille de Pierre de Melun (1550 † 1594), prince d'Épinoy et du Saint Empire, baron d'Antoing, sénéchal du Hainaut, gouverneur de Tournai, dont postérité ;
2o le 28 juin 1620, avec Isabelle Claire de Berlaimont (18 août 1602 † 9 août 1630), comtesse de Lalaing, dont postérité ;
3o le 29 mars 1632 avec la comtesse Marie Cleopha (11 juin 1599 † 26 février 1685), fille de Charles II (1547 † 1606), comte de Hohenzollern-Sigmaringen, dont postérité ;
2. Charles (13 novembre 1588 - Barbençon † 21 avril 1613 - Rome) ;
3. Ernestine (31 octobre 1589 - Bruxelles † 12 juin 1653 - Abbeville), mariée, le 3 novembre 1615 à Bruxelles, avec Guillaume III de Melun (8 mars 1588 † 8 septembre 1635 - Saint-Quentin), prince d'Épinoy et du Saint-Empire, marquis de Richebourg et de Roubaix, vicomte de Gand et comte de Beaussart, seigneur du Biez, connétable et sénéchal de Flandres, grand bailli du Hainaut, lieutenant-gouverneur et capitaine général du comté de Hainaut, grand d'Espagne, gouverneur de Mons et prévôt de Douai, dont postérité ;
4. Armes des princes de Chimay de la maison d'Arenberg.Alexandre « de Croÿ-Chimay Arenberg »[15](15 septembre 1590 - Bruxelles † tué le 16 août 1629 - Wesel, lors de la tentative infructueuse des troupes espagnoles de lever le siège de Bois-le-Duc, comte de Beaumont, 6e prince de Chimay (1612), marié le 21 novembre 1613 avec Madeleine d'Egmont († 7 novembre 1663 - Cologne), fille de Charles d'Egmond (1567-1620), comte d'Egmont, prince de Gavre, dont :

Armes des princes de Chimay de la maison d'Arenberg.

  1. Isabelle Françoise (1er avril 1615 † 16 janvier 1677), mariée le 5 juillet 1636 avec Aloisio de Gonzague-Bozzolo (1599 † 1660), dont postérité ;
  2. Anne Isabelle (1616 † 1658), princesse de Chimay, mariée, le 8 octobre 1641 à Bruxelles, avec Eugène de Hénin-Liétard (1614 † 18 décembre 1656 - Bruxelles), 7e comte de Boussu (de), marquis de Veere (de), Haut et souverain bailli du pays et comté d'Alost, dont postérité ;
  3. Albert Alexandre « de Croÿ-Chimay Arenberg » (15 février 1618 - Bruxelles † 16 novembre 1643 - Bruxelles), 7e prince de Chimay (1629), duc de Croÿ, marié le 8 novembre 1635 avec sa cousine Claire Eugénie (23 octobre 1611 † 24 décembre 1660), dame de Beuvrages et de Chaumont[Lequel ?], fille de Philippe-Charles, prince d'Arenberg, sans postérité ;
  4. Philippe « de Croÿ-Chimay Arenberg » (8 mai 1619 - Bruxelles † 12 janvier 1675 - Luxembourg), 8e prince de Chimay (1643), marié, le 21 février 1642 à Bruxelles, avec Théodora Maximilienne Jossine de Gavre († 1676), comtesse de Frésin, dont :
    1. Ernest Alexandre « de Croÿ-Chimay Arenberg » (26 décembre 1643 - château d'Ollignies † 3 juin 1685 - Pampelune), 9e prince de Chimay (1675), chevalier de la Toison d'or, marié, le 18 octobre 1675 à Madrid, avec María Antonia de Cárdenas (vers 1655 † 28 août 1691), sans postérité ;
5. Salentin (16 décembre 1591 - Bruxelles † 15 août 1592 - Bruxelles)
6. Antoine (21 février 1593 - Bruxelles † 5 juin 1669 - Bruxelles), comte de Seneghem, puis capucin ;
7. Claude Claire (20 août 1594 † 1670), mariée le 10 mai 1609 avec Bertin(o) Oudart Spinola († 1618), comte de Brouay, seigneur d'Embry, de Curlu, de Haffringhes et de Waudringhem, dont deux fils ; puis le 25 février 1622 avec Ottavio Visconti († 11 juin 1632 - Bruxelles), 1er comte de Gamalero, gouverneur de Côme ;
8. Albertine (28 mai 1596 - Bruxelles † 19 juillet 1652), mariée le 10 décembre 1617 avec Hermann Philippe de Mérode (20 juin 1590 - Argenteau † 3 avril 1627), marquis de Trélon, comte de Bocarmé, seigneur d'Argenteau, prince de Montgléon, dont postérité ;
9. Eugène Charles (12 juillet 1600 † 19 septembre 1635 - Saragosse), comte de Seneghem ;
10. Dorothée Jeanne (26 novembre 1601 - Gand † 1665 - Gand), mariée le 18 avril 1626 avec Philippe-Lamoral de Hornes (25 mai 1602 - Stavele † 18 février 1663 - Stavele), comte de Houtekerke, dont postérité ;
11. Caroline Ernestine (6 septembre 1606 - Bruxelles † 12 septembre 1630 - Enghien), mariée, le 1er septembre 1625 à Enghien, avec Ernest Ier (1584 † 30 mai 1664 - Bruxelles), comte d'Isenburg-Grenzau (de), gouverneur de Luxembourg, dont une fille.